# Christian Petschenig
Christian Petschenig (* 22. Juli 1973) ist ein ehemaliger österreichischer Fußballspieler.

## Karriere
Petschenig spielte bis Jänner 1994 beim VST Völkermarkt. Im Jänner 1994 wechselte er zum SAK Klagenfurt. Mit dem SAK stieg er 1995 in die zweite Liga auf. Sein Debüt in der zweithöchsten Spielklasse gab er im August 1995, als er am ersten Spieltag der Saison 1995/96 gegen den Favoritner AC in der Startelf stand und in der 38. Minute durch Zoran Ubavič ersetzt wurde. Bis Saisonende kam er zu elf Zweitligaeinsätzen, in denen er ein Tor erzielte. Zu Saisonende stieg er mit dem SAK wieder aus der zweiten Liga ab.
Im Jänner 1997 kehrte Petschenig nach Völkermarkt zurück. Zur Saison 1997/98 wechselte er ein zweites Mal zum SAK.